# Costituzione degli Stati Uniti d'America
La Costituzione degli Stati Uniti d'America è la legge fondamentale degli Stati Uniti d'America. Il testo, che originariamente comprendeva solo sette Articoli, delinea la struttura di governo del Paese. I suoi primi tre Articoli incarnano il concetto democratico basilare della separazione dei poteri, per cui il governo federale è diviso in tre rami: il potere legislativo, costituito dal Congresso degli Stati Uniti (Articolo I); il potere esecutivo, composto dal Presidente degli Stati Uniti d'America e dal suo gabinetto di governo (Articolo II); e il potere giudiziario, composto dalla Corte suprema degli Stati Uniti d'America e dagli altri tribunali federali (Articolo III). 
L'Articolo IV, l'Articolo V e l'Articolo VI incarnano i concetti del federalismo, descrivendo i diritti e le responsabilità degli organi legislativi dei singoli Stati federati degli Stati Uniti d'America, e della loro relazione col governo federale e il processo condiviso di emendamento costituzionale. L'Articolo VII stabilisce la procedura successivamente utilizzata dalle originali Tredici colonie per la ratifica. All'interno della Costituzione è custodita la clausola di supremazia, che attribuisce alla legge federale la priorità rispetto alle leggi degli Stati federati.
La Costituzione venne stilata tra il maggio e il settembre 1787 dalla convenzione di Filadelfia e ratificata nel giugno 1788. Entrò in vigore nel marzo 1789 e da allora è stata modificata 27 volte, per soddisfare le esigenze di un Paese che è profondamente cambiato nel corso dei secoli. In generale, i primi dieci emendamenti, noti collettivamente come "Carta dei Diritti degli Stati Uniti d'America" (in inglese: United States Bill of Rights), offrono protezioni specifiche per le libertà e la giustizia relative agli individui e pongono restrizioni ai poteri del governo.
La maggior parte dei diciassette emendamenti successivi ampliano ulteriormente le protezioni dei diritti civili individuali. Altri affrontano questioni relative all'autorità federale o modificano i processi e le procedure del governo. Tutte e quattro le pagine della Costituzione originale sono scritte su pergamena.
Secondo il Senato degli Stati Uniti: "Le prime tre parole della Costituzione—«We the People» ("Noi, il Popolo")—affermano che il governo degli Stati Uniti esiste per servire i suoi cittadini. Per oltre due secoli la robusta Costituzione è rimasta in vigore perché i suoi autori hanno sapientemente separato ed equilibrato i poteri dello Stato così da salvaguardare gli interessi della maggioranza, i diritti delle minoranze, delle libertà e dell'uguaglianza, del governo federale e di quelli dei singoli Stati". È la prima, e più antica, Costituzione scritta e codificata in vigore ancora oggi e la sua stesura ed entrata in vigore hanno segnato un momento di enorme importanza nella storia della democrazia che ha influenzato le successive costituzioni di molti altri Paesi. Il documento ha inoltre istituito la prima repubblica presidenziale nella storia dell'uomo.

## Storia

### Il periodo confederale
Dopo la guerra d'indipendenza americana, gli Articoli della Confederazione istituirono una poco compatta unione di 13 Stati con un debole governo federale. Agli Stati era vietato di avere una propria politica estera che era invece affidata al Congresso della confederazione, rendendo già allora gli Stati Uniti un'entità sovrana nel diritto internazionale. Tuttavia, quasi tutti gli altri poteri erano riservati agli Stati. Il Congresso non aveva l'autorità di acquisire gettito fiscale tramite imposte, non poteva controllare il commercio tra gli Stati, per cui si venne a creare una serie di leggi tributarie e di tariffe in conflitto tra i vari Stati ed in generale era incapace di far rispettare le proprie leggi e regolamenti.
Gli Stati prendevano il governo federale con tale leggerezza che i loro rappresentanti erano spesso assenti e il Congresso veniva di frequente bloccato, anche su questioni marginali, a causa della mancanza di un quorum di 9 delegazioni di Stati su 13 (oltre i 2⁄3) per passare un semplice disegno di legge e qualsiasi decisione di modifica degli Articoli richiedeva invece il consenso unanime dei 13 Stati.

### Un nuovo documento
A seguito di questi problemi, venne indetta una convenzione, a causa di una disputa territoriale tra Virginia e Maryland, per vagliare la possibilità di emendare gli Articoli e rafforzare il governo federale. L'ordine del giorno prevedeva solo l'emendamento di quegli Articoli, ma il comitato ignorò le sue limitazioni. La Convenzione si riunì a Filadelfia, Pennsylvania, nell'estate del 1787, votò subito per tenere segrete le delibere e decise la stesura di un nuovo modello di governo, stipulando infine che solo 9 Stati su 13 avrebbero dovuto ratificarlo per farlo entrare in vigore. Tutto ciò venne criticato in quanto andava ben oltre il mandato della Convenzione, oltre a essere fuori dalla legalità, ma la paralisi del governo degli Articoli della Confederazione era evidente e si concordò di sottoporre la proposta agli Stati nonostante le eccezioni sollevate. Il 17 settembre 1787, la Costituzione venne completata e firmata a Filadelfia e il nuovo governo da questa prescritto entrò in funzione il 4 marzo 1789, dopo che in molti Stati ci fu un'aspra lotta sulla ratifica. Queste dispute portarono alla creazione di una Costituzione basata sul compromesso tra i diversi Stati e le diverse fazioni politiche.

## I contenuti
La Costituzione statunitense si definisce come "legge suprema del Paese". Le corti hanno interpretato la frase cosicché nella gerarchia delle fonti quando le leggi, incluse le costituzioni dei singoli Stati federati, che sono state approvate dagli organi legislativi statali, o dal Congresso degli Stati Uniti, vengono ritenute in conflitto con la Costituzione federale, tali leggi sono nulle e prive di effetto. Le decisioni della Corte suprema degli Stati Uniti d'America nel corso di oltre due secoli hanno ripetutamente confermato e rafforzato il principio alla base di questa «clausola di supremazia».
In base alla Costituzione, l'autorità ultima è affidata all'elettorato statunitense, che può cambiare la legge fondamentale, se lo desidera, emendando la Costituzione o, come caso estremo, stilandone una nuova. Il popolo comunque non esercita questo diritto in maniera diretta ma delega gli affari quotidiani del governo ai funzionari pubblici, sia eletti sia nominati, alcuni dei quali sono previsti dalla Costituzione.
Il potere dei funzionari pubblici è limitato. Le loro azioni ufficiali devono essere conformi alla Costituzione e alle leggi fatte in accordo con essa. I funzionari eletti possono mantenere il loro ufficio solo se rieletti a intervalli periodici. I funzionari nominati prestano servizio, in genere, a piacere della persona o autorità che li ha nominati, e possono essere rimossi in qualsiasi momento. L'eccezione a questa pratica è la nomina a vita, da parte del Presidente, dei giudici della Corte suprema e di altri giudici federali. Lo scopo di questa eccezione è di rendere questi incarichi liberi da obblighi o influenze politiche.

### I principi del governo

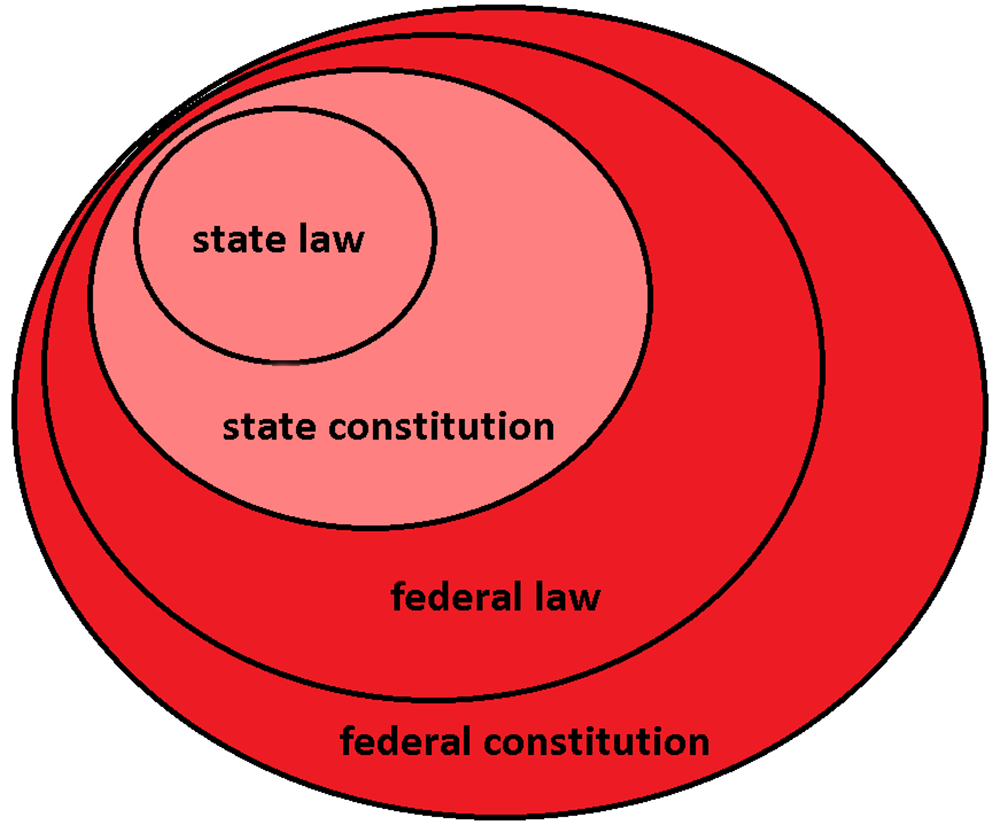
Il federalismo nel diritto costituzionale americano. Dal cerchio più interno a quello più esterno, la gerarchia delle fonti: le leggi nel cerchio più interno non possono contraddire le leggi nel cerchio più esterno

Anche se la Costituzione è cambiata sotto molti aspetti fin dalla sua prima adozione, i suoi principi base sono ancora gli stessi del 1787.
Esistono tre rami principali di governo—potere esecutivo, potere legislativo, e potere giudiziario—separati e distinti l'uno dall'altro. I poteri dati a ogni ramo sono bilanciati e controllati dai poteri degli altri due: ogni ramo controlla così i potenziali eccessi degli altri. Gli Stati Uniti hanno una struttura federale, che incarna il concetto di sovranità condivisa: autorità federata e autorità federale. I poteri enumerati nella Costituzione sono dati al governo federale, mentre tutti gli altri poteri non enumerati rimangono ai singoli Stati federati.
La Costituzione, insieme alle leggi emesse secondo i suoi dettami e i trattati firmati dal Presidente e approvati dal Senato, è al di sopra di tutte le altre leggi, ordini esecutivi e normative sia federale che degli Stati federati. Fin dal caso Marbury contro Madison, il potere giudiziario degli Stati Uniti è stato attivo nel processo di controllo di legittimità costituzionale (detto judicial review). Ciò significa che le corti federali esaminano le leggi emesse e, nel caso le ritengano incostituzionali, possono disapplicarle. Inoltre esaminano anche gli atti dei pubblici ufficiali—inclusi gli ordini esecutivi del Presidente stesso (caso Stati Uniti contro Nixon).

### Le modifiche
Il popolo ha il diritto di cambiare la Costituzione con i mezzi definiti dall'Articolo V della Costituzione stessa.
Gli autori della Costituzione erano consci che modifiche sarebbero potute rendersi necessarie nel corso del tempo. Per tutelarne al contempo la stabilità, tuttavia, tali modifiche non avrebbero dovuto essere troppo semplici da apportare. Nel bilanciare le modalità di emendamento, requisiti troppo rigidi di unanimità non avrebbero dovuto bloccare un'azione desiderata dalla vasta maggioranza della popolazione. La loro soluzione fu di escogitare un processo duale con il quale la Costituzione potesse essere cambiata. Questo processo di revisione rende la Costituzione particolarmente difficile da modificare, e Stati che rappresentano appena una minoranza della popolazione sono teoricamente in grado di bloccare emendamenti desiderati perfino dalla stragrande maggioranza dei cittadini statunitensi.

## Struttura

### Preambolo e gli Articoli I, II e III
Il Preambolo alla Costituzione degli Stati Uniti d'America consiste di una dichiarazione d'intenti che introduce il documento e i suoi scopi. Il Preambolo, in particolare nelle sue prime tre parole, «We the People» ("Noi, il Popolo") scritte più in grande rispetto al resto del testo, è una delle sezioni più citate della Costituzione. I primi tre Articoli incarnano il concetto democratico basilare della separazione dei poteri. L'Articolo I istituisce il potere legislativo del governo federale, il Congresso degli Stati Uniti; l'Articolo II istituisce il potere esecutivo del governo federale, cioè il Presidente degli Stati Uniti d'America e il suo gabinetto di governo, che attua e fa rispettare le leggi federali; l'Articolo III istituisce il potere giudiziario del governo federale, composto dalla Corte suprema degli Stati Uniti d'America e dai tribunali federali inferiori creati dal Congresso.

### Articoli IV, V e VI
L'Articolo IV delinea le relazioni tra i vari Stati federati degli Stati Uniti, nonché le relazioni tra ciascuno Stato e il governo federale. Autorizza, inoltre, il Congresso ad ammettere nuovi Stati e ad amministrare i territori e altre terre federali. L'Articolo V descrive il processo attraverso il quale la Costituzione può essere modificata; il processo di modifica consiste nella proposta di un emendamento o più emendamenti e nella successiva ratifica. L'Articolo VI stabilisce che le leggi e i trattati degli Stati Uniti d'America stipulati in conformità con essa sono la legge suprema del Paese, vieta il Test Act come requisito per ricoprire una posizione di governo e ritiene gli Stati Uniti, secondo la Costituzione, detentori dei debiti contratti dall'Unione sotto gli Articoli della Confederazione.
Inoltre la Speedy Trial Clause (Clausola sul Processo Rapido) prevede che "In tutti i procedimenti penali, l'imputato gode del diritto a un processo rapido e pubblico”.

### Articolo VII
L'Articolo VII stabilisce il numero di ratifiche necessarie da parte degli Stati federati per l'entrata in vigore della Costituzione.

## Gli emendamenti
La Costituzione è stata emendata in diciassette occasioni dal 1791, in quanto i primi dieci dei ventisette emendamenti vennero ratificati dagli Stati simultaneamente. I cambiamenti più importanti avvennero nell'arco di due anni dall'adozione della Costituzione. Molti studiosi hanno fatto notare il numero relativamente piccolo di emendamenti alla Costituzione. Alcuni attribuiscono questo fatto alla semplicità della Costituzione e alla sua flessibilità, in quanto viene continuamente reinterpretata dalle corti di giustizia. Altri comunque ritengono che i cambiamenti demografici abbiano dato troppo potere agli Stati più piccoli, sopprimendo così quelle che reputano essere riforme necessarie.

### La Carta dei Diritti (1-10)

La Carta dei Diritti (Bill of Rights) degli Stati Uniti.

La Carta dei Diritti degli Stati Uniti d'America (in inglese: United States Bill of Rights) comprende i primi dieci emendamenti alla Costituzione. Proposti a seguito di un dibattito, spesso aspro, avvenuto tra il 1787 e il 1788 sulla ratifica della Costituzione per affrontare le obiezioni sollevate dagli antifederalisti, gli emendamenti presenti nella Carta dei Diritti aggiungono alla Costituzione garanzie specifiche riguardo alle libertà e ai diritti personali, chiare limitazioni al potere del governo nei procedimenti giudiziari e di altra natura, e l'esplicita dichiarazione che tutti i poteri non specificamente concessi dalla Costituzione al governo federale degli Stati Uniti d'America sono riservati agli Stati federati o al popolo. I concetti codificati in questi emendamenti sono costruiti su quelli in documenti precedenti, in particolare la Dichiarazione dei Diritti della Virginia (1776), così come l'Ordinanza del nord-ovest (1787), il Bill of Rights inglese (1689) e la Magna Carta (1215).
Sebbene gli emendamenti proposti includessero una disposizione per estendere le provvisioni della Carta dei Diritti agli Stati federati, gli emendamenti che furono infine presentati per la ratifica si applicavano solo al governo federale, come anche stabilito nella sentenza della Corte suprema in Barron contro Baltimora. La loro applicazione ai governi degli Stati federati fu aperta solo negli anni 1860, in seguito alla ratifica del XIV emendamento della Costituzione degli Stati Uniti d'America.
Un'undicesima proposta, riguardante il compenso dei membri del Congresso, rimase non ratificata fino al 1992, quando la legislatura di un numero sufficiente di Stati l'approvò e, come risultato, divenne il XXVII emendamento, nonostante sia rimasto in sospeso per più di due secoli. Una dodicesima proposta—ancora tecnicamente pendente davanti alle legislature di Stato per la ratifica—riguarda l'aggiustamento delle quote della Camera dei rappresentanti dopo ogni censimento decennale.

### Emendamenti successivi (11-27)
Gli emendamenti della Costituzione successivi alla Carta dei Diritti, coprono un'ampia gamma di argomenti. La maggioranza dei diciassette emendamenti successivi trae origine dal continuo sforzo di espandere le libertà individuali, civili o politiche, mentre alcuni riguardano la modifica delle strutture basilari del governo disegnate a Filadelfia nel 1787.
- XI emendamento (1795): limita la capacità dei cittadini di intentare causa contro gli Stati federati nei tribunali federali. (testo)
- XII emendamento (1804): cambia il metodo delle elezioni presidenziali.[15] (testo)
- XIII emendamento (1865): abolisce la schiavitù negli Stati Uniti d'America. (testo)
- XIV emendamento (1868): amplia la definizione di nazionalità; modifica la ripartizione dei membri tra gli Stati alla Camera dei rappresentanti; stabilisce l'interdizione dagli incarichi istituzionali per gli individui che hanno supportato o causato insurrezioni o ribellioni; legittima il debito pubblico autorizzato dal Congresso per affrontare insurrezioni o ribellioni. Questo emendamento lega indissolubilmente gli Stati federati agli obblighi della Carta dei Diritti, tramite il processo detto «incorporazione». (testo)
- XV emendamento (1870): assicura il diritto di voto agli ex-schiavi. (testo)
- XVI emendamento (1913): autorizza l'imposta sul reddito senza doverla applicare in modo proporzionale agli Stati federati in ragione della loro popolazione. (testo)
- XVII emendamento (1913): stabilisce l'elezione popolare e diretta dei senatori. (testo)
- XVIII emendamento (1919): vieta il consumo e la produzione di bevande alcoliche a livello nazionale (il cosiddetto proibizionismo, abrogato dal XXI Emendamento). (testo)
- XIX emendamento (1920): vieta il sessismo nei procedimenti elettorali, assicurando il suffragio femminile. (testo)
- XX emendamento (1933): cambia i dettagli del mandato del Congresso e del Presidente, e della successione presidenziale. (testo)
- XXI emendamento (1933): abroga il XVIII Emendamento, ma permette agli Stati di vietare l'importazione di alcolici nel proprio territorio. (testo)
- XXII emendamento (1951): limita la Presidenza a massimo due mandati da quattro anni a persona, anche non consecutivi. In sostanza, un individuo non può essere Presidente più di due volte nella vita. (testo)
- XXIII emendamento (1961): concede elettori presidenziali al Distretto di Columbia. (testo)
- XXIV emendamento (1964): abolisce la lump sum tax relativa ai procedimenti elettorali. (testo)
- XXV emendamento (1967): cambia i dettagli della successione presidenziale, fornisce regole per la rimozione temporanea del Presidente e per la sostituzione del Vicepresidente. (testo)
- XXVI emendamento (1971): concede il diritto di voto ai diciottenni. (testo)
- XXVII emendamento (1992): limita l'aumento degli stipendi del Congresso. (testo)

### Emendamenti non ratificati
Oltre 10 000 emendamenti alla Costituzione sono stati sottoposti al Congresso fin dal 1789; in un tipico anno congressuale, da diversi decenni, ne vengono proposti tra 100 e 200. La maggior parte di queste proposte non esce mai dai comitati del Congresso, molti meno vengono passati dal Congresso. I sostenitori di alcuni emendamenti hanno tentato il metodo alternativo menzionato nell'Articolo V, ma nessuna proposta di questo tipo ha mai fatto abbastanza strada da essere considerata da tutti i parlamenti degli Stati.
Dei trentatré emendamenti che sono stati proposti dal Congresso, sei non sono stati ratificati da parte dei richiesti 3⁄4 dei parlamenti statali e quattro di questi sei sono ancora tecnicamente pendenti di fronte ai legislatori statali. A partire dal XVIII emendamento, ogni emendamento proposto (eccetto il XIX e l'ancora pendente emendamento sul lavoro minorile del 1924) ha specificata una data di termine per l'approvazione. I seguenti sono gli emendamenti non ratificati:
- Emendamento sulla ripartizione del Congresso. Proposto dal 1º Congresso il 25 settembre 1789, l'emendamento stabilisce una formula matematica per determinare le dimensioni della Camera dei rappresentanti, incrementando il numero di seggi insieme all'incremento della popolazione con un rapporto di 1:50 000. Ratificato da 11 Stati, l'ultimo dei quali fu il Kentucky nel 1792, questo emendamento non ha una data di scadenza e potrebbe essere ancora ratificato.
- Emendamento sui titoli di nobiltà. Proposto dall'11º Congresso il 1º maggio 1810, avrebbe tolto la cittadinanza a qualsiasi statunitense che avesse accettato "qualsiasi onore o titolo nobiliare" da qualsiasi potenza straniera. Ratificato con sicurezza dai legislatori di almeno dodici Stati, l'ultimo nel 1812, questo emendamento non ha data di termine e può ancora essere ratificato.
- Emendamento Corwin. Proposto dal 36º Congresso il 2 marzo 1861, avrebbe di fatto impedito il passaggio di qualsiasi futuro emendamento costituzionale che permettesse al Congresso di regolare "le istituzioni interne" di qualsiasi Stato, impedendo così di abolire la schiavitù.
- Emendamento sul lavoro minorile. Proposto dal 68º Congresso il 2 giugno 1924, avrebbe dato al Congresso il potere di limitare, regolare, e proibire il lavoro delle persone minorenni. Le successive leggi federali sul lavoro minorile sono state uniformemente sostenute come valido esercizio dei poteri del Congresso in base alla «clausola sul commercio». Questo emendamento non contiene una data di scadenza e quindi può ancora essere ratificato.
- Emendamento sulla parità di diritti. Un emendamento che rafforza i pari diritti dei cittadini, senza distinzione di sesso, in tutti gli ambiti della società. Proposto dal 92º Congresso il 22 marzo 1972, venne ratificato dai parlamenti di 35 Stati ed è scaduto il 22 marzo 1979 o il 30 giugno 1982, a seconda del punto di vista che si ha su una controversa estensione di tre anni della data di scadenza della ratifica, passata dal 95º Congresso nel 1978. Dei 35 Stati che lo hanno ratificato, sei hanno in seguito rescisso la ratifica. Le opinioni differiscono, oggi come allora, se questi passi indietro siano validi; nessuna corte ha sentenziato sulla questione, nemmeno la Corte suprema.
- Emendamento sui diritti di voto del Distretto di Columbia. Proposto dal 95º Congresso il 22 agosto 1978 che darebbe a Washington due senatori e almeno un deputato, come se fosse uno Stato federato. Ratificato dai parlamenti di 16 Stati — meno della metà dei 38 richiesti — è scaduto il 22 agosto 1985.